# Киселюс, Юозас Юозович
Юо́зас Кисе́люс (лит. Juozas Kisielius; 22 июня 1949, Йонишкис — 10 мая 1991, Вильнюс) — литовский советский актёр театра и кино. Получил всесоюзную известность после исполнения главной роли в историческом сериале-эпопее «Долгая дорога в дюнах».
Лауреат Государственной премии СССР (1983 — за участие в телефильме «Долгая дорога в дюнах»). Заслуженный артист Литовской ССР (1986).

## Биография
Родился в небольшом городке Ионишкис 22 июня 1949 года. В школьные годы участвовал в самодеятельности, в 1967 году поступил в Вильнюсскую консерваторию на кафедру актёрского мастерства. Вместе с Ю. Киселюсом учились актеры Эгле Габренайте, Альгис Матуленис, Ромуальдас Раманаускас, Рамутис Римейкис, Пятрас Венсловас и др., руководитель курса Ирена Вайшите. По окончании курса, начиная с 1972 года, работал в Государственном академическом театре драмы Литовской ССР. Любимая роль — Чарли в «Школе Злословия» Шеридана — самая первая, а потому незабываемая роль на сцене.
В возрасте 25 лет дебютировал на киноэкране. Первые значительные работы в кино — «Бубенчик» и «Венок из дубовых листьев».
В 1977 году был приглашён на главную роль в фильме «Цену смерти спроси у мёртвых» — лидера таллинских большевиков Антона Соммера. Большая популярность пришла после фильма «Долгая дорога в дюнах» режиссёра Алоиза Бренча.
В конце 1980-х годов у актёра обнаружился редкий порок сердца. 7 мая 1991 года по дороге домой Юозасу Киселюсу стало плохо, и он был госпитализирован в одну из вильнюсских клиник. 10 мая, после процедуры рентгеновского снимка сердца, у Киселюса произошёл спонтанный разрыв аорты, и он скоропостижно скончался.
Похоронен на Антакальнисском кладбище в Вильнюсе.

## Семья
Отец — Юозас Киселюс (лит. Juozas Kisielius) (1908—19??)
Мать — Бируте-Бронислава Киселене (Слерпайте) (лит. Birutė Bronislava Kisielienė (Slerpaitė)) (1912—?)
Актер дважды был женат. От первого брака с Лаймуте Киселене (лит. Laimutė Kisielienė) у него было две дочери — Юрга и Года. Во втором браке с Эгле Киселене (лит. Eglė Kisielienė) родился сын Йонас.

## Память
В литовском городе Ионишкис, в школе, где раньше учился Юозас, ежегодно проводится конкурс актёрского чтения, посвящённый актёру.

## Фильмография
1. 1974 — Бубенчик — Вилимас  — реж. Гитис Лукшас, Литовская киностудия
2. 1974 — Perskeltas dangus (Расколотое небо) — Телеоператор (эпизод) — реж. Марийонас Гедрис, Литовская киностудия
3. 1975 — День возмездия / Atpildo diena — помощник инженера — реж. Стасис Мотеюнас, Альгимантас Пуйпа, Литовская киностудия
4. 1975 — Тревоги осеннего дня — Работник предприятия — реж. Альгимантас Кундялис, Литовская киностудия
5. 1976 — Sodybų tuštėjimo metas (Потерянный кров) — Раненый (эпизод) — реж. Альмантас Грикявичюс, Литовская киностудия
6. 1976 — Virto ąžuolai (Венок из дубовых листьев) — Клеменсас (озвучивает Юрий Каморный) — реж. Гитис Лукшас, Литовская киностудия
7. 1977 — Цену смерти спроси у мёртвых — Антон Соммер (озвучивает Юрий Демич) — реж. Калье Кийск, киностудия «Таллинфильм»
8. 1978 — Лицо на мишени — Гарольд Марч, журналист (озвучивает Сергей Мартынов) — реж. Альмантас Грикявичюс, Литовская киностудия
9. 1980 — «Мерседес» уходит от погони — Немецкий офицер (эпизод) — реж. Юрий Ляшенко, киностудия им. А. Довженко
10. 1980 — Зелёная куколка — Рокуэлл — киноальманах «Молодость», выпуск 2, реж. Автандил Квирикашвили, студия «Дебют» на базе киностудии «Мосфильм»
11. 1981 — Долгая дорога в дюнах — Артур Банга (озвучивает Алексей Панькин) — реж. Алоиз Бренч, Рижская киностудия
12. 1982 — Girių kirtėjai (Лесорубы) (фильм-спектакль) — Повилас — реж. Мамертас Карклялис, Литовское телевидение
13. 1982 — Kolm tundi rongini (Три часа до поезда) (короткометражный) — Он — реж. Катрин Лаур, киностудия «Таллинфильм»
14. 1982 — Barbora Radvilaitė (Барбара Радзивилл) (телеспектакль) — Радзивилл Рудый — реж. Видмантас Бачюлис, Литовское телевидение
15. 1983 — Ворота в небо — Ганзен — реж. Дамир Вятич-Бережных, киностудия «Мосфильм»
16. 1983 — Цена возврата — Дитрих — реж. Григорий Мелик-Авакян, киностудия «Арменфильм»
17. 1983 — Полёт через Атлантический океан — Ляонас — реж. Раймондас Вабалас, Литовская киностудия
18. 1984 — Кто сильнее его — Командир латышских стрелков — реж. Автандил Квирикашвили, киностудия «Мосфильм»
19. 1984 — Devyni nuopuolio ratai (Девять кругов падения) — Кястас — реж. Бронюс Талачка, Литовское телевидение
20. 1985 — Грядущему веку — Антон Соболев, первый секретарь обкома партии (озвучивает Владимир Антоник) — реж. Искандер Хамраев, киностудия «Ленфильм»
21. 1985 — Снайперы — Матвеев, комбат (озвучивает Сергей Шакуров) — реж. Болотбек Шамшиев, киностудия «Казахфильм»
22. 1986 — Жалоба — доктор Марчук — реж. Тимур Золоев, Одесская киностудия
23. 1987 — Ловкачи — Зацепин (озвучивает Андрей Ташков) — реж. Евгений Ташков, киностудия «Мосфильм»
24. 1987 — Priešaušrio broliai (Братья на рассвете) — Игнотас — реж. Саулюс Восилюс, объединение «Литовские телефильмы»
25. 1987 — Tėvas (телеспектакль) — Пётр, старший сын
26. 1988 — Шурави — Эдвард Стаф, корреспондент — реж. Сергей Нилов, киностудия «Мосфильм»
27. 1989 — Pabudimas (Пробуждение) — Пранас — реж. Йонас Вейткус, Литовская киностудия
28. 1990 — Адвокат (Убийство на Монастырских прудах) — Иван Запарин, следователь (озвучивает Сергей Паршин) — реж. Искандер Хамраев, киностудия «Ленфильм»
29. 1990 — Волки в зоне — Родион, бывший капитан милиции — реж. Виктор Дерюгин, студия «Импульс», КТК «Бенефис»
30. 1991 — Оружие Зевса — адвокат Джеймс Мал — реж. Николай Засеев-Руденко, киностудия им. А. Довженко

## Документальные фильмы
1. 1980 — Vilčių laivas (Корабль надежд) — реж. Казимерас Мусницкас, объединение «Литовские телефильмы»
2. 2010 — Парни из янтаря — авторы И. Коновальцев, Л. Камырина, ЗАО «Новый канал»
3. 2014 — Legendos. J.Kisielius — реж. Аудрюс Стонис, телерадиокомпания «LRT»